# Can Llaurella
Can Llaurella és una obra de Santa Pau (Garrotxa) inclosa a l'Inventari del Patrimoni Arquitectònic de Catalunya.

## Descripció
És una casa residencial construïda fora del reducte de la vila, a la Vall de Sant Martí. La seva planta és totalment regular, disposa de planta baixa i un pis amb àmplies obertures. Actualment la casa Llaurella està ubicada en un petit carrer format per cases de construcció molt recent i per altres de la seva època, com Can Lluent, amb llinda datada de 1789. Al balcó del primer pis es pot llegir la data de construcció del casal: 1796. Avui la planta baixa serveix de botiga.

## Història
Contrastant amb l'arquitectura rústega, popular i feixuga de les cases de la Vila Vella, la vall de Santa Pau disposa d'un bonic conjunt de masies del segle xviii i XIX de caràcter residencial. A finals del segle xvii la gent es va cansar de viure a les humides cases del reducte fortificat i es traslladaren a viure al carrer del Pont i a la rodalia de la vila, prop de la carretera comarcal que uneix Olot i Banyoles passant per Mieres.